# Georgij Konstantinovič Romanov
Il principe Georgij Konstantinovič Romanov (San Pietroburgo, 6 maggio 1903 – New York, 7 novembre 1938) era membro della famiglia imperiale russa.

## Biografia

### Infanzia
Era l'ultimo figlio del granduca Konstantin Konstantinovič e della granduchessa Elizaveta Mavrikievna

### Rivoluzione bolscevica
Adolescente durante la prima guerra mondiale, nel corso della quale morì suo fratello Oleg Konstantinovič, dopo la Rivoluzione di Febbraio del 1917 poté rimanere a Pavlovsk con la madre e la sorella maggiore Vera. Nel luglio del 1918 i bolscevichi massacrarono, dopo averli esiliati tra gli Urali, i suoi fratelli Ivan Konstantinovič, Igor' Konstantinovič e Konstantin Konstantinovič e altri membri della famiglia imperiale ma a ottobre (poco prima della fucilazione dello zio Dmitrij Konstantinovič e di altri parenti, i bolscevichi permisero, dopo richiesta della Regina di Svezia, alla granduchessa Elizaveta Mavrikievna, ai figli e ad alcuni parenti, di imbarcarsi per la Svezia sulla nave Angermanland, via Tallinn per Helsinki e Mariehamn fino a Stoccolma

### Esilio
Al porto di Stoccolma vennero accolti dal principe ereditario Gustavo Adolfo che le ospitò nel palazzo reale. Elizaveta Mavrikievna con Vera e Georgij vissero per i due anni successivi in Svezia, a Stoccolma e poi a Saltsjöbaden, ma il paese scandinavo era troppo costoso per loro e così si spostarono prima in Belgio su invito di Alberto I del Belgio e poi in Germania, ad Altenburg in cui vissero negli anni trenta, eccetto un paio di anni in Inghilterra.

### Morte
Elizaveta morì di cancro il 24 marzo 1927 a Lipsia. Georgij, che non sì sposò mai, divenne un affermato architetto d'interni e morì nel 1938 a New York per complicazioni dopo un'operazione

## Ascendenza
|                                   |                               |                                   | Genitori                                    |  |  | Nonni |  |  | Bisnonni           |  |  | Trisnonni         |  |
|                                   |                               |                                   |                                             |  |  |       |  |  | Nicola I di Russia |  |  | Paolo I di Russia |  |
|                                   |                               |                                   |                                             |  |  |       |  |  | Nicola I di Russia |  |  | Paolo I di Russia |  |
|                                   |                               | Sofia Dorotea di Württemberg      |                                             |  |  |       |  |  | Nicola I di Russia |  |  |                   |  |
| Konstantin Nikolaevič Romanov     |                               |                                   |                                             |  |  |       |  |  | Nicola I di Russia |  |  |                   |  |
|                                   |                               | Carlotta di Prussia               | Federico Guglielmo III di Prussia           |  |  |       |  |  |                    |  |  |                   |  |
|                                   |                               | Carlotta di Prussia               | Federico Guglielmo III di Prussia           |  |  |       |  |  |                    |  |  |                   |  |
|                                   |                               | Carlotta di Prussia               | Luisa di Meclemburgo-Strelitz               |  |  |       |  |  |                    |  |  |                   |  |
| Konstantin Konstantinovič Romanov |                               | Carlotta di Prussia               |                                             |  |  |       |  |  |                    |  |  |                   |  |
|                                   |                               | Giuseppe di Sassonia-Altenburg    | Federico di Sassonia-Altenburg              |  |  |       |  |  |                    |  |  |                   |  |
|                                   |                               | Giuseppe di Sassonia-Altenburg    | Federico di Sassonia-Altenburg              |  |  |       |  |  |                    |  |  |                   |  |
|                                   |                               | Giuseppe di Sassonia-Altenburg    | Carlotta di Meclemburgo-Strelitz            |  |  |       |  |  |                    |  |  |                   |  |
| Alessandra di Sassonia-Altenburg  |                               | Giuseppe di Sassonia-Altenburg    |                                             |  |  |       |  |  |                    |  |  |                   |  |
|                                   |                               | Amalia di Württemberg             | Ludovico Federico Alessandro di Württemberg |  |  |       |  |  |                    |  |  |                   |  |
|                                   |                               | Amalia di Württemberg             | Ludovico Federico Alessandro di Württemberg |  |  |       |  |  |                    |  |  |                   |  |
|                                   |                               | Amalia di Württemberg             | Enrichetta di Nassau-Weilburg               |  |  |       |  |  |                    |  |  |                   |  |
| Georgij Konstantinovič Romanov    |                               | Amalia di Württemberg             |                                             |  |  |       |  |  |                    |  |  |                   |  |
|                                   | Giorgio di Sassonia-Altenburg | Federico di Sassonia-Altenburg    |                                             |  |  |       |  |  |                    |  |  |                   |  |
|                                   | Giorgio di Sassonia-Altenburg | Federico di Sassonia-Altenburg    |                                             |  |  |       |  |  |                    |  |  |                   |  |
|                                   | Giorgio di Sassonia-Altenburg | Carlotta di Meclemburgo-Strelitz  |                                             |  |  |       |  |  |                    |  |  |                   |  |
| Maurizio di Sassonia-Altenburg    | Giorgio di Sassonia-Altenburg |                                   |                                             |  |  |       |  |  |                    |  |  |                   |  |
|                                   |                               | Maria di Meclemburgo-Schwerin     | Federico Ludovico di Meclemburgo-Schwerin   |  |  |       |  |  |                    |  |  |                   |  |
|                                   |                               | Maria di Meclemburgo-Schwerin     | Federico Ludovico di Meclemburgo-Schwerin   |  |  |       |  |  |                    |  |  |                   |  |
|                                   |                               | Maria di Meclemburgo-Schwerin     | Elena Pavlovna Romanova                     |  |  |       |  |  |                    |  |  |                   |  |
| Elisabetta di Sassonia-Altenburg  |                               | Maria di Meclemburgo-Schwerin     |                                             |  |  |       |  |  |                    |  |  |                   |  |
|                                   |                               | Bernardo II di Sassonia-Meiningen | Giorgio I di Sassonia-Meiningen             |  |  |       |  |  |                    |  |  |                   |  |
|                                   |                               | Bernardo II di Sassonia-Meiningen | Giorgio I di Sassonia-Meiningen             |  |  |       |  |  |                    |  |  |                   |  |
|                                   |                               | Bernardo II di Sassonia-Meiningen | Luisa Eleonora di Hohenlohe-Langenburg      |  |  |       |  |  |                    |  |  |                   |  |
| Augusta di Sassonia-Meiningen     |                               | Bernardo II di Sassonia-Meiningen |                                             |  |  |       |  |  |                    |  |  |                   |  |
|                                   |                               | Maria d'Assia-Kassel              | Guglielmo II d'Assia                        |  |  |       |  |  |                    |  |  |                   |  |
|                                   |                               | Maria d'Assia-Kassel              | Guglielmo II d'Assia                        |  |  |       |  |  |                    |  |  |                   |  |
|                                   |                               | Maria d'Assia-Kassel              | Augusta di Prussia                          |  |  |       |  |  |                    |  |  |                   |  |
|                                   |                               | Maria d'Assia-Kassel              |                                             |  |  |       |  |  |                    |  |  |                   |  |